# Kappa Epsilon
 Kappa Epsilon ( ΚΕ ) é uma fraternidade norte-americana de profissionais de farmacêutica fundada no estado do Iowa em 1921. Originalmente era exclusivamente feminina. Atualmente, a KE tem 43 capítulos universitários e dez capítulos de antigos alunos. Mais de 20.000 mulheres e homens foram iniciados no ΚΕ desde a sua fundação.

## História
Fundada a 13 de maio de 1921, na Universidade de Iowa, os fundadores da Kappa Epsilon foram a professora Zada M. Cooper e vários membros de distintos clubes femininos do curso de Farmácia da Universidade de Iowa, Universidade de Minnesota e Universidade de Nebraska, cujo objectivo era o de unir as estudantes de farmácia das três universidades, numa época em que as mulheres eram a minoria na profissão e enfrentavam ainda um forte preconceito ao exercer uma área dominada pelo sexo masculino. O seu nome foi retirado do clube de farmácia da Universidade de Minnesota, Kappa Epsilon, sendo o mais antigo dos três clubes universitários.
Em 1942, a fraternidade publicou um cancioneiro oficial que incluía composições originais como a "Kappa Epsilon Pledging Song", sendo na década de 1960, quando foi criado um novo capítulo na Universidade do Minnesota, o tema revisado e adaptado aos novos tempos. Para encorajar as mulheres a se tornarem farmacêuticas, a fraternidade Kappa Epsilon publicou vários livros, incluindo Women in Pharmacy em 1950, She Is a Pharmacist em 1958 e Pharmacy-Career for the Modern Girl em 1970.
A cada dois anos, a fraternidade realiza uma convenção onde os seus dirigentes nacionais são eleitos e os membros universitários e antigos alunos podem socializar e até criar futuras oportunidades de emprego. Na 15ª convenção, em abril de 1947, a fraternidade atualizou as suas políticas para permitir a admissão de alunos judeus. Na sua 31ª convenção, realizada em 1977, a Kappa Epsilon votou para permitir que os homens ingressassem como membros plenos, sendo esta ação criada em resposta ao Título IX e à perda de capítulos dos campus universitários que proibiam a discriminação de gênero. 

## Símbolos
As cores oficiais da Kappa Epsilon são o vermelho e o branco. A sua flor é a rosa vermelha e sua joia é a pérola.

## Filantropia
A Fundação Kappa Epsilon foi criada a 21 de maio de 1992, para apoiar programas educacionais, fornecer empréstimos estudantis e financiar pesquisas no ramo da farmácia. A Bolsa Zada Cooper, criada em homenagem à fundadora da fraternidade, é concedida a cinco alunos todos os anos pela fundação. A Bolsa Nellie Wakeman é concedida a um membro do último ano da faculdade de farmácia que deseja fazer pós-graduação. Para ambos os prêmios, o destinatário deve ser um membro da fraternidade em situação regular.
O projeto nacional da Kappa Epsilon é a promoção da conscientização sobre o câncer de mama  Muitos capítulos ΚΕ participam todos os anos na Race for the Cure ou na Relay For Life. Os capítulos KE também são incentivados a promover a conscientização sobre outros problemas de saúde das mulheres, como a osteoporose. Recentemente adicionaram o Projeto de Recrutamento de Oportunidades de Carreira em Farmácia (Pharm-CORP) ao seu Projeto Nacional. A Pharm-CORP trabalha para apresentar carreiras farmacêuticas a alunos do ensino fundamental e médio e os incentiva a se destacarem em matemática e ciências.